# Farid Paya
Pour les articles homonymes, voir Paya.
Farid Paya est un metteur en scène et auteur dramatique français né en 1947 d'un père iranien et d'une mère française.
Après des études scientifiques au lycée Corneille à Rouen, puis à l'École centrale Paris (ingénieur de la promotion 1972), il se tourne vers le théâtre et la musique. Il fait sa formation théâtrale à l'école Jacques Lecoq, fonde la Compagnie du Lierre en 1974, puis ouvre en 1980 dans le 13e arrondissement de Paris le Théâtre du Lierre, qu'il dirige jusqu'à sa fermeture en 2011,. Les mises en scène de Farid Paya ont été jouées dans plus d'une centaine de villes françaises et 23 pays étrangers, ainsi que dans des festivals internationaux. Par ailleurs, il est auteur de plusieurs volumes de nouvelles et de poésie. Il a également une activité de plasticien (tableaux et masques) et de chanteur.

## Auteur

### Théâtre
- Le Procès d'Oreste, Éditions L'Entretemps
- Laïos, Éditions L'Entretemps
- Le Pas de l'Homme : Récit en trois temps, Éditions L'Entretemps, 2009
- Rostam et Sohrâb, d'après Ferdowsi, Éditions L'Harmattan, 2012
- La Tragédie de Siâvosh, d'après Ferdowsi, Éditions L'Harmattan, 2014
- Rostam et Esfandiâr, d'après Ferdowsi, Éditions L'Harmattan, 2014

### Essai
- De la lettre à la scène. La Tragédie Grecque, Éditions L'Entretemps, 2004
- Concepts et principes théâtraux de la Compagnie du Lierre, Éditions L'Harmattan, 2009
- Les exercices de la Compagnie du Lierre, Éditions L'Harmattan, 2009

## Metteur en scène
- 1974 : Bonjour Clown, création collective
- 1976 : Monsieur Mockinpott, de Peter Weiss
- 1977 : Les Pâques à New York, d'après Blaise Cendrars
- 1979 : L'Épopée de Guilgamesh, d'après une légende sumérienne
- 1980 : Désormais, spectacle musique, conception Farid Paya
- 1981 : Oedipe Roi, de Sophocle, adaptation de Farid Paya
- 1982 : L'aigle du casque, d'après Victor Hugo
- 1982 : Armaguedon ou quelques turbulences avant l'aube, de Farid Paya
- 1982 : L'Opéra Nomade (1), conception de Farid Paya, création Festival Cervantino, Mexique
- 1983 : La Colonie Pénitentiaire, d'après Kafka
- 1984 : L'Opéra Nomade (2), conception Farid Paya
- 1985 : Abye-Djessima !  Cinq pièces de théâtre chanté, conception Farid Paya
- 1986 : Électre, d’après Sophocle, texte de Yves Plunian, création Festival d'Avignon
- 1989 : Le Procès d'Oreste, de Farid Paya
- 1989 : J'irai vers le nord, j'irai dans la nuit polaire, de Sylvia Plath et Kasper T. Toeplitz, création Festival d'Avignon
- 1990 : Labyrinthe-Hôtel. Opéra de chambre de Luc Ferrari
- 1990: Patio. Spectacle musical (voix a cappella). Conception Quatuor Nomad et Farid Paya
- 1991 : Confusions, de Illias Driss
- 1992 : La Danse de Ciguri. Spectacle musical (voix a cappella). Conception Quatuor Nomad et Farid Paya
- 1993 : Les Troyennes et Thyeste, de Sénèque
- 1996 : Le Rire du Cyclone, conception de Farid Paya
- 1998 : Le Sang des Labdacides, tétralogie : Laïos, de Farid Paya, Œdipe Roi, Œdipe à Colone et Antigone de Sophocle, Théâtre du Lierre
- 2001 : La Cantate Rebelle, conception de Farid Paya, Théâtre du Lierre
- 2003 : Andromaque et Phèdre de Racine, Théâtre du Lierre
- 2004 : Quartett de Heiner Müller, Théâtre du Lierre
- 2005 : L’Epopée de Guilgamesh (2), de Farid Paya, Théâtre du Lierre
- 2007 : Salina, de Laurent Gaudé, Théâtre du Lierre
- 2008 : Noces de Sang, de Federico Garcia Lorca, Théâtre du Lierre
- 2009 : Le Pas de l’Homme, de Farid Paya, Théâtre du Lierre
- 2010 : Médée, d'Euripide
- 2012 : Rostam et Sohrâb, de Farid Paya d'après Ferdowsi
- 2014 : La Tragédie de Siâvosh, de Farid Paya d'après Ferdowsi
- 2014 : Rostam et Esfandiâr, de Farid Paya d'après Ferdowsi